# Franz Honner

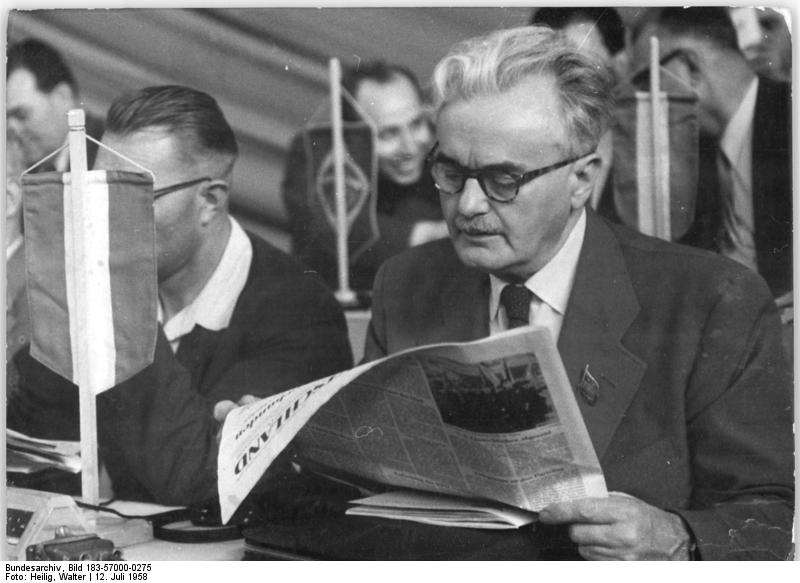
Franz Honner auf dem V. Parteitag der SED (1958)

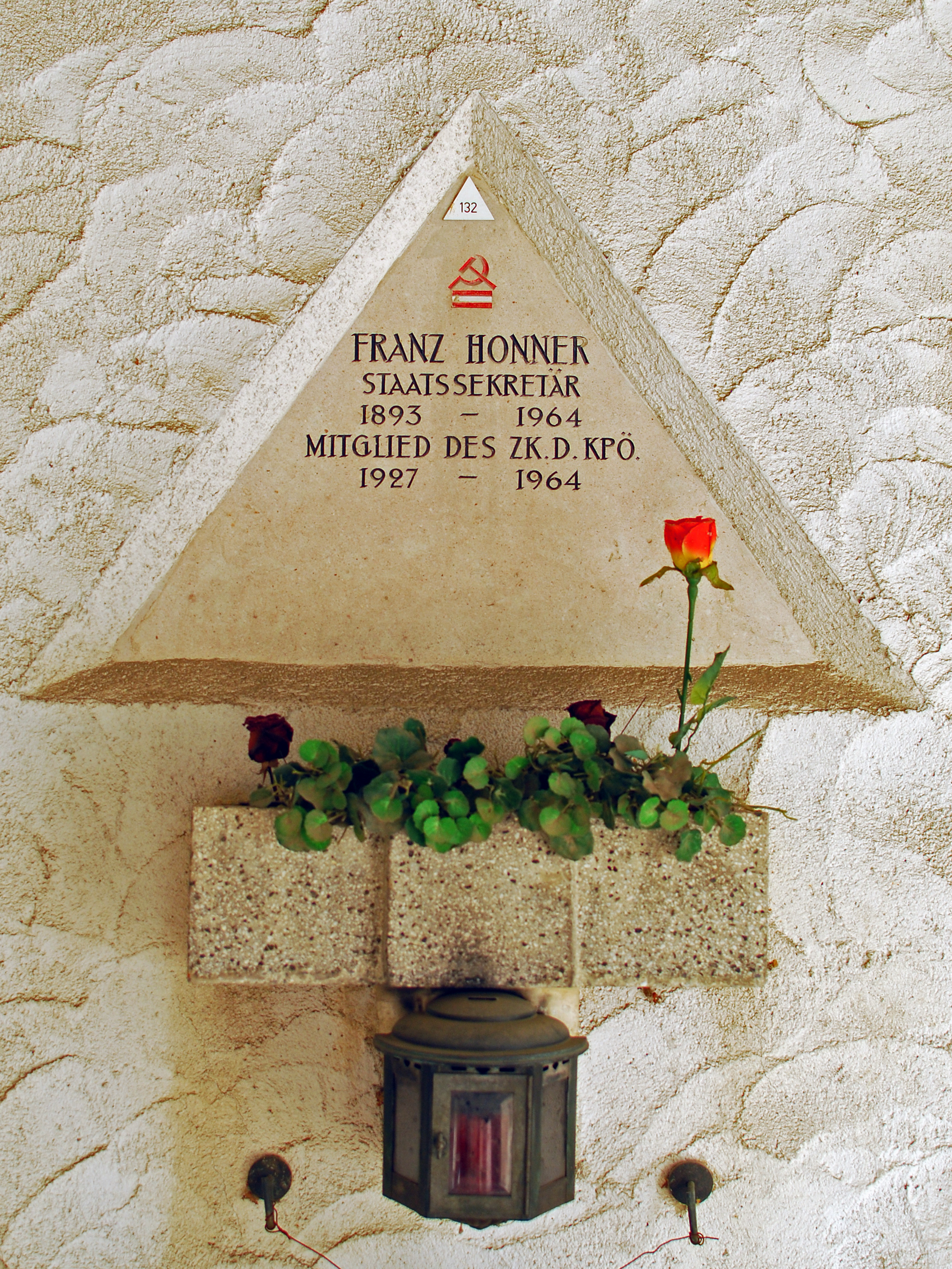
Feuerhalle Simmering – Urnengrab von Franz Honner

Franz Honner (* 4. September 1893 in Heinrichsöd, Böhmen; † 10. Februar 1964 in Wien) war ein österreichischer Politiker (KPÖ) und Staatssekretär für Inneres.

## Leben
Franz Honner war gelernter Elektromonteur und leistete von 1914 bis 1918 seinen Militärdienst. Seit 1921 war er Betriebsrat im Grünbacher Steinkohlebergwerk und Inspirator mehrerer Streikbewegungen. Seit 1924 war Honner Mitglied des Parteivorstands bzw. Zentralkomitees der Kommunistischen Partei Österreichs. 1926 leitete er die erste österreichische Arbeiterdelegation in die Sowjetunion. Bis 1934 war Honner für die Gewerkschaftsarbeit der Partei zuständig. Im Jänner 1935 verhaftet, gehörte er im März 1936 zu den Angeklagten im Sozialistenprozess. Im Oktober 1936 gelang ihm die Flucht aus dem Anhaltelager Wöllersdorf. Er ging darauf nach Prag, wo sich die Exilführung der KPÖ befand. Von dieser wurde er im Mai 1937 nach Spanien entsandt, wo Honner die österreichischen Freiwilligen in einer eigenen Einheit, dem 12.-Februar-Bataillon der 11. Internationalen Brigade, zusammenfasste. Danach kehrte er nach Prag zurück. Im Oktober 1938 übersiedelte er mit der KPÖ-Führung nach Paris.
Nach einem Zwischenaufenthalt in Jugoslawien erreichte Honner im Mai 1940 Moskau. Im sowjetischen Exil arbeitete er als Lehrer an Parteischulen und Organisator von Antifa-Kursen für österreichische Soldaten in Kriegsgefangenenlagern. 1944 organisierte er im slowenischen Partisanengebiet die österreichischen Freiheitsbataillone, die als einzige bewaffnete österreichische Formation auf Seiten der Alliierten gegen den Faschismus kämpften.
Von April bis Dezember 1945 war Honner Staatssekretär für Inneres in der provisorischen Regierung unter Bundeskanzler Karl Renner. Von Dezember 1945 bis 1959 war er Abgeordneter zum österreichischen Nationalrat. Von 1946 bis 1956 war Honner Landesobmann der KPÖ Niederösterreich und von 1954 bis zu seiner Pensionierung im Jahr 1960 Sekretär des Zentralkomitees. Er gehörte bis zu seinem Tod im Jahr 1964 dem Zentralkomitee und Politischen Büro der KPÖ an, wo er vor allem für die Gewerkschaftsarbeit zuständig war.
Seine langjährige Lebensgefährtin war die Gewerkschafterin und KPÖ-Funktionärin Grete Kalteis (1901–1996).